# AC Sparta Praha/2002
Deze pagina geeft een overzicht van de AC Sparta Praha wielerploeg in 2002.

## Renners
| Naam            | Geboortedatum     | Nationaliteit | Ploeg 2001             |
| --------------- | ----------------- | ------------- | ---------------------- |
| Tomas Bauer     | 26 december 1979  | Tsjechië      | Onbekend               |
| Martin Cervenka | 13 september 1983 | Tsjechië      | Onbekend               |
| Jan Chrobak     | 9 februari 1979   | Tsjechië      | Onbekend               |
| Richard Faltus  | 13 januari 1977   | Tsjechië      | Agro Adler Brandenburg |
| Martin Hebík    | 11 november 1982  | Tsjechië      | Onbekend               |
| Vaclav Jelinek  | 21 juni 1976      | Tsjechië      | Onbekend               |
| Martin Pecenka  | 22 oktober 1980   | Tsjechië      | Onbekend               |
| Petr Pucelik    | 24 juli 1972      | Tsjechië      | Onbekend               |
| Daniel Skrdle   | 21 december 1983  | Tsjechië      | Onbekend               |
| Jiri Skyba      | 19 september 1982 | Tsjechië      | Onbekend               |
| Pavel Vesely    | 7 november 1980   | Tsjechië      | Onbekend               |

## Kalender (profwedstrijden)
| Wedstrijd         | Datum        | Categorie |
| ----------------- | ------------ | --------- |
| Brussel-Ingooigem | 12 juni 2002 | 1.5       |

## Overwinningen
geen
2002 · 2003 · 2004 · 2005 · 2006 · 2007 · 2008 · 2009 · 2010 · 2011 · 2012 · 2013 · 2014 · 2015 · 2016 · 2017 · 2018 · 2019 · 2020 · 2021 · 2022 · 2023 · 2024